# Gastroparese
Gastroparese is een vertraagde ontlediging van de maag. Dit is het gevolg van een storing in de bewegingen van de maag. De maagspier trekt te weinig of te onregelmatig samen. Voedsel blijft langer dan normaal in de maag omdat de maag niet regelmatig geleegd wordt. Iemand kan daar erg misselijk van zijn en ook van braken. Een vol gevoel, snelle verzadiging, reflux en maagpijn kunnen nog symptomen zijn.  
Het is een functionele stoornis, aan de maag zijn meestal geen afwijkingen te zien, maar de werking is verstoord. Een gastroscopie toont meestal geen letsels aan. Tijdens een maagontledigingsonderzoek kan een vertraagde maaglediging aangetoond worden. Hiervoor dient de patiënt een maaltijd (vaak boterhammen met omelet of een pannenkoek) met hierin een kleine hoeveelheid radioactieve stof te eten en wordt gedurende een tweetal uren regelmatig een röntgenfoto  van de maag gemaakt. Op die manier kan gevolgd worden hoe lang de testmaaltijd erover doet om te verteren.  
De oorzaak is niet altijd duidelijk. Sommige medicijnen kunnen de maagwerking vertragen, of er kan een vernauwing zijn. De hersenen kunnen verkeerde signalen uitsturen naar de maag en ook stress kan een rol spelen. 
De behandeling kan bestaan uit medicatie, prokinetica die de maagwerking versnellen en dieetmaatregelen. Kleinere porties verspreid over de dag, rustig eten, goed kauwen, geen vette of gasvormende voeding en dranken met koolzuur mijden worden aangeraden.  